# Juan Bernardo Colmán
Fray Juan Bernardo Colmán (n. Ciudad Real, Guayrá 1569 – Yahapety, Reducción de Caazapá 1594) fue un misionero religioso de la Orden de los Franciscanos y el primer mártir mestizo de la antigua Gobernación del Paraguay. Actualmente su causa está en proceso de beatificación por la Iglesia Católica.
Fue compañero de otros dos ilustres franciscanos, el español Luis de Bolaños (1550-1629) y el también mestizo del Guayrá Gabriel de la Anunciación (1569-?). Notable predicador en lengua guaraní, enseñó dicha lengua a Bolaños, lo que le permitió a este último conformar el primer alfabeto guaraní y evangelizar a los indígenas del Paraguay de aquel entonces.

## Biografía

### Nacimiento e infancia
Nació en Ciudad Real del Guayrá, población española hoy en día desaparecida cuya localización está en el actual estado de Paraná, Brasil probablemente en el año 1569. Aunque nacido en territorio español, es considerado actualmente como paraguayo debido a su condición de mestizo y guaraní parlante. Su padre era inglés y su madre guaraní. Su nombre de nacimiento era el mismo que el de su padre, Nicolás Colmán, el cual  cambió para adoptar el de Fray Juan Bernardo cuando fue ordenado franciscano.
Su padre aunque inglés estaba al servicio de la Corona de Castilla y llegó a la zona del Río de la Plata con la expedición de Pedro de Mendoza  en 1536. Su madre era hija de un cacique de la antigua provincia de Guayrá, llamada Boypitán. (nombre derivado probablemente del guaraní Mbói pytá, que significa ¨serpiente roja¨) 
Se crio en su ciudad natal, siendo amigo de su futuro compañero religioso Gabriel de la Anunciación, quien a su vez era hijo del Teniente de Gobernación del Guayrá, el conquistador español Alonso Riquelme de Guzmán y de Úrsula Irala, hija mestiza del conquistador español Domingo Martínez de Irala.

### Ingreso en la Orden Franciscana
Junto a Gabriel de la Anunciación, ingresó en el noviciado en el Guayrá, tomando el hábito franciscano en Asunción (1585) en manos de Fray Alonso de San Buenaventura justo antes de que éste regresara a España en busca de misioneros para el Río de la Plata.
Dado su mestizaje y conocimiento la lengua guaraní, ambos quedaron en compañía de Luis de Bolaños, también ordenado en 1585, al que ayudaron a la formación de la reducción de San Blas de Itá (1585) y, a continuación, la de San Buenaventura de Yaguarón (1587) con indios del Caraibá y Acahay. Allí se quedaron ambos, Fray Gabriel, ya ordenado sacerdote, adoctrinando, y Juan Bernardo, como hermano lego y ayudante del anterior, en la reducción de San Blas de Itá. Ciertos autores afirman que no se le dejó ser sacerdote sino hermano lego, por ser de madre indígena, según los estatutos de limpieza de sangre vigentes en su época.
Cuando volvió a Asunción, a instancias de la autoridad civil y del rector de los jesuitas, se le encomendó partir en busca de un religioso lego dominico, que había sido apresado a principios de 1594 por los nativos paranáes de Yahapety, en la zona de Caazapá, que estaban en gran sublevación contra los españoles. Dicho hermano transportaba importantes documentos provenientes de la Audiencia Real y del Rey de España.
Previamente a su partida se confesó con su amigo Fray Gabriel en la reducción de San Blas de Itá, y partió con tres nativos, uno de Itá y otros dos de Yaguarón, los cuales pudieron más tarde escapar y contar lo sucedido. Llegó en junio de 1594, comprobando que el hermano dominico había sido ejecutado.
Los nativos los apresaron rápidamente, lo despojaron de su caballo y ropas, llevándolo a presencia del cacique. Lo colgaron y le golpearon la cabeza con una macana, y procedieron a sacrificarlo siguiendo su propio ritual antropofágico, considerado mágico, y que era bien conocido por la víctima. Se comenzó por darle una suerte de poción previa al sacrifico, llamada chicha, que fray Juan Bernardo rechazó por considerar la ceremonia como pagana e idolátrica. Seguidamente, le extirparon el corazón, y como éste seguía latiendo, temieron de la venganza que podía caerle del espíritu pues la víctima “seguía hablando con Dios”, y dejaron sus restos insepultos, por lo que no terminaron el rito mágico.
Al acontecer estos hechos tenía sólo 24 años de edad.

## Legado y memoria

### Recuperación de sus restos
29 años después, sus restos fueron encontrados por fray Gregorio de Osuna (continuador de Bolaños en las reducciones), y fueron trasladados tanto a Cazaapá como a San Francisco de Yuti (ciudad actualmente llamada Yuty, departamento de Cazaapá, Paraguay). Sus reliquias fueron llevadas a San Francisco de Yuty guardándose en la parroquia una urna de mármol blanco. Actualmente, sus restos descansan junto a las cenizas de Luis de Bolaños en la iglesia de San Francisco, en Asunción.
En el lugar de su martirio existe una cruz. Esta cruz sustituyó a otra colocada cuando se rescataron sus restos muchos años después, cruz de madera de urunde’y que actualmente se encuentra, y se venera, en un relicario del Museo Fray Juan Bernardo en Caazapá (Paraguay).

### Memoria del martirio
En el año 1627, el gobernador eclesiástico y vicario general del obispado del Paraguay, Mateo Espinoza, tomó testimonio y declaración jurada a varios testigos. Esta declaración jurada escrita y refrendada por el propio Mateo de Espinoza en ese mismo año, respondió a la necesidad de documentar ad perpetuam rei memoriam (“para perpetuar el recuerdo de …”) el martirio de Fray Juan Bernardo.
Por ello, se puede afirmar que Fray Juan Bernardo es el primer mártir católico mestizo del Paraguay histórico (cuando formaba parte de la Corona de España) de quien se tiene documentación histórica verídica.

### Proceso de beatificación
El proceso de beatificación de fray Juan Bernardo Colman se remonta a 1864 durante la antesala de la Guerra contra la Triple Alianza, época en que los estudios pertinentes quedaron dormidos en los archivos de Roma. El proceso quedó de nuevo abierto en 1998 durante el papado de Juan Pablo II, pero no avanzó.
En el año 2015 el proceso se reactiva a iniciativa de la propia Orden de los Franciscanos Menores (OFM) así como de personalidades de Paraguay, pidiendo al Papa Francisco que lo reanudase. En la Iglesia Católica, se celebra su festividad el 2 de junio, día en que ocurrió su martirio y en la ciudad paraguaya de Caazapá se lo venera como santo extraoficialmente.